# Симфонія № 2 (Онеґґер)
Симфонія № 2 для струнних і труби в ре-мажорі Артура Онеґґера була замовлена в 1937 році Паулем Захером до відзначення десятої річниці Базельського оркестру. Однак друга світова війна відтермінувала роботу композитора і вперше симфонія прозвучала під ордуою Захера Цюриху 18 травня 1942 року.
Складається з трьох частин:
1. Molto moderato — Allegro
2. Adagio mesto
3. Vivace non troppo

Весь твір написаний для струнного оркестру, за винятком заключного хоралу, де приєднується труба.